# Cuzieu (Loira)
Cuzieu és un municipi francès situat al departament del Loira i a la regió d'Alvèrnia-Roine-Alps. L'any 2007 tenia 1.490 habitants.

## Demografia

### Població
El 2007 la població de fet de Cuzieu era de 1.490 persones. Hi havia 496 famílies de les quals 68 eren unipersonals (28 homes vivint sols i 40 dones vivint soles), 152 parelles sense fills, 260 parelles amb fills i 16 famílies monoparentals amb fills.
La població ha evolucionat segons el següent gràfic:
Habitants censats

### Habitatges
El 2007 hi havia 554 habitatges, 509 eren l'habitatge principal de la família, 18 eren segones residències i 27 estaven desocupats. 526 eren cases i 26 eren apartaments. Dels 509 habitatges principals, 436 estaven ocupats pels seus propietaris, 66 estaven llogats i ocupats pels llogaters i 7 estaven cedits a títol gratuït; 16 tenien dues cambres, 41 en tenien tres, 143 en tenien quatre i 309 en tenien cinc o més. 424 habitatges disposaven pel capbaix d'una plaça de pàrquing. A 171 habitatges hi havia un automòbil i a 322 n'hi havia dos o més.

### Piràmide de població
La piràmide de població per edats i sexe el 2009 era:
| Homes | Edats   | Dones |
| ----- | ------- | ----- |
| 0     | 95 o +  | 0     |
| 0     | 90 a 94 | 0     |
| 0     | 85 a 89 | 12    |
| 0     | 80 a 84 | 4     |
| 8     | 75 a 79 | 8     |
| 4     | 70 a 74 | 0     |
| 24    | 65 a 69 | 28    |
| 36    | 60 a 64 | 20    |
| 28    | 55 a 59 | 24    |
| 40    | 50 a 54 | 36    |
| 52    | 45 a 49 | 72    |
| 44    | 40 a 44 | 36    |
| 76    | 35 a 39 | 72    |
| 60    | 30 a 34 | 64    |
| 32    | 25 a 29 | 44    |
| 40    | 20 a 24 | 28    |
| 68    | 15 a 19 | 40    |
| 80    | 10 a 14 | 52    |
| 88    | 5 a 9   | 56    |
| 88    | 0 a 4   | 32    |

## Economia
El 2007 la població en edat de treballar era de 994 persones, 744 eren actives i 250 eren inactives. De les 744 persones actives 716 estaven ocupades (386 homes i 330 dones) i 28 estaven aturades (7 homes i 21 dones). De les 250 persones inactives 82 estaven jubilades, 96 estaven estudiant i 72 estaven classificades com a «altres inactius».

### Ingressos
El 2009 a Cuzieu hi havia 515 unitats fiscals que integraven 1.476,5 persones, la mediana anual d'ingressos fiscals per persona era de 18.895 €.

### Activitats econòmiques
Dels 43 establiments que hi havia el 2007, 1 era d'una empresa extractiva, 2 d'empreses alimentàries, 1 d'una empresa de fabricació d'altres productes industrials, 9 d'empreses de construcció, 7 d'empreses de comerç i reparació d'automòbils, 1 d'una empresa de transport, 3 d'empreses d'hostatgeria i restauració, 1 d'una empresa d'informació i comunicació, 1 d'una empresa immobiliària, 8 d'empreses de serveis, 4 d'entitats de l'administració pública i 5 d'empreses classificades com a «altres activitats de serveis».
Dels 17 establiments de servei als particulars que hi havia el 2009, 3 eren paletes, 2 fusteries, 2 lampisteries, 2 electricistes, 3 perruqueries, 1 veterinari, 2 restaurants i 2 salons de bellesa.
L'únic establiment comercial que hi havia el 2009 era una botiga de menys de 120 m².
L'any 2000 a Cuzieu hi havia 24 explotacions agrícoles que ocupaven un total de 816 hectàrees.

## Equipaments sanitaris i escolars
El 2009 hi havia 1 escola maternal i 1 escola elemental.

## Poblacions més properes
El següent diagrama mostra les poblacions més properes.